# Oppo A72
Oppo A72 — смартфон середнього рівня, розроблений компанією OPPO, що входить у серію «А». Був представлений 21 квітня 2020 року. 4 травня того ж року був представлений Oppo A92, що є перейменованим Oppo A72.
В Україні Oppo A72 був представлений 21 травня 2020 року разом з Oppo A91, A52 та A31 (2020).

## Дизайн
Екран виконаний зі скла Corning Gorilla Glass 3. Задня панель та рамка виконані з глянцевого пластику.
Знизу знаходяться роз'єм USB-C, динамік, мікрофон та 3.5 мм аудіороз'єм. З лівого боку розміщені кнопки регулювання гучності та слот під 2 SIM-картки і карту пам'яті формату microSD до 256 ГБ. З правого боку розміщена кнопка блокування, в яку вбудований сканер відбитків пальців.
Смартфон продавався у 3 кольорах: Twilight Black (чорний), Stream White/Sky Blue (білому), Aurora Purple (фіолетово-синій).

## Технічні характеристики

### Платформа
Смартфон отримав процесор Qualcomm Snapdragon 662 та графічний процесор Adreno 610.

### Батарея
Батарея отримала об'єм 5000 мА·год та підтримку швидкої зарядки Quick Charge 3.0 на 18 Вт.

### Камери
Смартфон отримав основну квадрокамеру 48 Мп, f/1.7 (ширококутний) + 8 Мп, f/2.2 (надширококутний) + 2 Мп, f/2.4 (сенсор глибини) + 2 Мп, f/2.4 (чорно-білий) з фазовим автофокусом та здатністю запису відео в роздільній здатності 4K@30fps. Фронтальна камера отримала роздільність 16 Мп, світлосилу f/2.0 (ширококутний) та можливість запису відео у роздільній здатності 1080p@30fps.

### Екран
Екран IPS LCD, 6.5", FullHD+ (2400 × 1080) зі щільністю пікселів 405 ppi, співвідношенням сторін 20:9 та круглим вирізом під фронтальну камеру, що розміщений у верхньому лівому кутку.

### Звук
Смартфони отримали стереодинаміки. Роль другого динаміка виконує розмовний.

### Пам'ять
Oppo A72 продавався в комплектаціях 4/128 та 8/128 ГБ. Офіційно в Україні смартфон продавався виключно у комплектації 4/128 ГБ.
Oppo A92 продавався в комплектаціях 6/128 та 8/128 ГБ.

### Програмне забезпечення
Смартфон був випущений на ColorOS 7.1 на базі Android 10 і були оновлені до ColorOS 11 на базі Android 11.